# Миоглобин
Миоглобин или миоглобулин (от гръцки μυς, mys – мускул и латински globus – топка) е мускулен хемоглобин, съдържащ се в скелетната и сърдечна мускулатура. Той е примерният пигмент, носещ кислород на мускулната тъкан. Човешкият миоглобин може да свързва до 14 % от общото количество на кислород в организма, което има голямо значение за снабдяването на работещите мускули с кислород.
Миоглобинът е едноверижен глобуларен (сферичен) протеин от 153 аминокиселини, съдържа хем и простетична група в центъра, около който се съдържат апопротеини. За разлика от кръвния хемоглобин, с който е структурно свързан, този протеин не показва кооперативното свързване на кислорода. Вместо това свързването на О2 с миоглобина е незасегнато от налягането на кислорода в обграждащата го тъкан. Също така миоглобинът може да свързва: CN-, SH-,CO. Те могат да го насищат, както го насища кислородът. Имат по-голям афинитет от кислорода.

## Газова обмяна
Газова обмяна е обмяната на кислорода и СО2 между кръвта и белите дробове, транспортът им с кръвта и тяхната обмяна между кръвта и тъканите. В този процес важно участие заемат редица вещества: хемоглобинът на червените кръвни клетки, буферните системи на кръвта и един специален ензим, който се съдържа в еритроцитите: анхидраза и карбоанхидраза. Обмяната на газовете между кръвта и тъканите или кръвта и белите дробове всъщност е физико-химичен процес на дифузия на газове през тънките стени на алвеолите и капилярите. Обмяната на газовете става много пълно главно поради 3 причини: големите дифузионни повърхности, през които тя се извършва; много тънката преграда между алвеолния въздух и кръвта и между кръвта и тъканите; добрата разтворимост на газовете в кръвта.
Миоглобинът може да абсорбира и освобождава кислород и е отговорен за интрамускулния транспорт на кислород. Той отнема кислорода от кръвта от хемоглобина и го освобождава отново на мястото на физиологичните горивни процеси в мускулните клетки.

## Значение
Повишаването на концентрацията на миоглобин в кръвния серум на бозайници показва рабдомиолиза и може да се използва като индикатор за инфаркт. Миоглобинът се увеличава когато скелетните мускули са повредени (екстремен спорт, при епилептични припадъци, множество травми, токов удар, интрамускулни инжекции, алкохолна интоксикация, мускулни заболявания. Силно повишените концентрации на миоглобин могат да доведат до остра бъбречна недостатъчност (смачкване на бъбрек). Съдържанието на желязо е мярка за съдържанието на миоглобин.
Самоотравянето на тялото със свободен миоглобини, и като следствие от това, остра бъбречна недостатъчност и тъканна хипоксия, е една от основните причини за смърт при синдрома на продължителното свиване (травматичен токсикоз), който се появява при продължителни натоварвания на части от тялото с тежести и притискане с твърди предмети или при продължителен престой в едно положение на твърда повърхност.